# Paroy (Doubs)
Paroy – miejscowość i gmina we Francji, w regionie Burgundia-Franche-Comté, w departamencie Doubs.
Według danych na rok 1990 gminę zamieszkiwało 85 osób, a gęstość zaludnienia wynosiła 19 osób/km² (wśród 1786 gmin Franche-Comté Paroy plasuje się na 658. miejscu pod względem liczby ludności, natomiast pod względem powierzchni na miejscu 844.).